# Shoot the Messenger
Shoot the Messenger è un film del 2006 e diretto da Ngozi Onwurah.
Prodotto in Gran Bretagna, è stato presentato al 28º Festival di Cinema Africano di Verona.

## Trama
Joe Pascale, un "black british", pensa di avere scoperto come salvare la sua gente. Rinuncia al suo lavoro bello e ben remunerato per dedicarsi all'insegnamento. Il problema è che i ragazzi che si è proposto di "salvare" lo odiano. Uno di loro, Germal, lo accusa di aggressione. La situazione va fuori controllo, interviene la polizia, se ne occupano i media. E la comunità nera crede alla versione di Germal. Joe viene preso per un traditore della razza; il suo risentimento lo spingerà al rifiuto totale di tutto ciò che viene dai neri.